# Народный альянс (Испания)
Народный альянс (исп. Alianza Popular, AP) — постфранкистская избирательная коалиция, а затем консервативная политическая партия в Испании. Основана в 1976 году как федерация политических ассоциаций, преобразована в партию в 1977 году. Под руководством видного деятеля франкистского режима Мануэля Фрага, стала главной консервативной партией Испании. В 1989 году была реорганизована в Народную партию.

## История

Логотип Народного альянса в 1976—1983 годах.

### Начало
Народный альянс (AP) возник 9 октября 1976 года как федерация политических объединений (протопартий). Основателями стали семеро влиятельных деятелей франкистского режима: Мануэль Фрага, Лауреано Лопес Родо, Крус Мартинес Эстеруэлас, Федерико Сильва Муньос, Гонсало Фернандес де ла Мора, Лисинио де ла Фуэнте и Энрике Томас де Карранса. Все семеро при диктатуре Франко занимали высокие посты, первые шестеро были министрами, а Карранса губернатором. Они стали известны как los siete magníficos («великолепная семёрка»).
Отказавшись от проекта «реформистского центра», Фрага и его ассоциация «Демократическая реформа» переориентировались на неофранкизм (противоположным путём следовал Адольфо Суарес), возглавив то, что должно было стать главной неофранкистской платформой. Позиция партии, образованной на базе федерации 5 мая 1977 года, воспринималась как «золотая середина» между правыми и ультраправыми. Такому восприятию способствовали вспышки гнева самого Фраги и тесные связи многих кандидатов от AP с предыдущим режимом. В частности, жёсткая тактика Фраги как первого после Франко министра внутренних дел заставила избирателей задуматься. Когда в июне 1977 года прошли выборы, AP получила 8,3 % голосов.
После выборов 1977 года внутри AP начались разногласия из-за новой конституции. Наиболее реакционные члены альянса проголосовали против проекта конституции и выступили за сдвиг вправо. Однако Фрага с самого начала хотел позиционировать партию как основную консервативную силу. Он хотел сдвинуть AP к политическому центру, чтобы сформировать более крупную правоцентристскую партию. Большинство разочарованных реакционеров покинули AP и перешли к крайне правым, а Фрага и оставшиеся члены AP присоединились к другим более умеренно консервативным и христианско-демократическим политикам, чтобы сформировать Демократическую коалицию (CD) для участия в выборах 1979 года.
Была надежда, что эта новая коалиция заручится поддержкой тех, кто голосовал за Союз демократического центра (UCD) в 1977 году, но разочаровался в правительстве Суареса. Однако когда в марте 1979 года состоялись выборы, CD получила лишь 6,1 % голосов. Глубоко разочарованный в итогах выборов, Фрага подал в отставку с поста главы AP.
Ко времени Третьего съезда партии AP в декабре 1979 года партийные лидеры переоценили участие в CD. Многие считали, что создание коалиции просто смутило избирателей, и стремились подчеркнуть независимую идентичность AP. Фрага восстановил контроль над партией, а политические резолюции, принятые съездом партии, подтвердили консервативную ориентацию Народного альянса.

### 1980-е
В начале 1980-х годов Фраге удалось сплотить под знаменем Народного альянса различные элементы правых, в чём ему помог нарастающий распад правящего Союза демократического центра (UCD). Для участия в выборах партия объединилась с небольшой правоцентристской Народной-демократической партией (PDP) и тремя региональными партиями, сформировав коалицию, позднее названную Народной (CP). На выборах, состоявшихся в октябре 1982 года, коалиция во главе с AP получила голоса как правоцентристов, ранее голосовавших за UCD, так и крайне правых, набрав 25,4 % голосов избирателей. Расширив своё парламентское представительство с 9 мест в 1979 году до 83 в 1982 году, Народный альянс стал основной оппозиционной партией в Испании. Сила AP ещё раз подтвердилась на муниципальных и региональных выборах, состоявшихся в мае 1983 года, когда партия набрала 26 % голосов. Значительная часть электората, похоже, поддержала акцент AP на законе и порядке, а также её политику в интересах бизнеса.
Последующие политические события опровергли стремление партии продолжать расширять свою базу поддержки. Перед выборами в июне 1986 года AP снова объединила свои силы с PDP, а также, либералами (PL), ещё одной небольшой правоцентристской партией, и с четырьмя региональными партиями, сформировав новую Народную коалицию в очередной попытке расширить свой электорат, включив в него центр политического спектра. Коалиция призвала к более жёстким мерам против насилия со стороны ЭТА, к расширению приватизации и сокращению расходов и налогов. Однако CP на выборах 1986 года не смогла увеличить свою долю голосов, получив даже чуть меньше, 26 %, и вскоре начала распадаться. При этом, представительство Народного альянса в Конгрессе депутатов сократилось до 69 мест.
Когда региональные выборы в конце 1986 года привели к дальнейшим потерям коалиции, Фрага ушёл с поста президента AP, хотя и сохранил своё место в парламенте. На съезде партии в феврале 1987 года новым президентом партии был выбран сенатор от парламента Андалусии Эрнандес Манча, заявив, что под его руководством AP станет «современной правой европейской партией». Но Эрнандесу не хватало политического опыта на национальном уровне, и партия продолжала приходить в упадок. Когда поддержка AP резко упала на муниципальных и региональных выборах, состоявшихся в июне 1987 года, появилось множество слухов о том, что её с места крупнейшей оппозиционной партии вытеснит Демократический и социальный центр Суареса (CDS).
В конечном итоге в январе 1989 года лидером AP вновь стал Мануэль Фрага, а сам альянс был преобразован в Народную партию, объединившись с несколькими небольшими христианско-демократическими и либеральными партиями. Народная партия была правящей с 1996 по 2004 год под руководством Хосе Марии Аснара и с 2011 по 2018 год под руководством Мариано Рахоя.

## Участие в выборах

### Национальные
| Генеральные кортесы |              |              |              |           |          |           |       |               |                        |
| Выборы              | Конгресс     | Конгресс     | Конгресс     | Конгресс  | Конгресс | Сенат     | Сенат | Лидер         | Статус                 |
| Выборы              | #            | Голоса       | %            | Места     | +/–      | Места     | +/–   | Лидер         | Статус                 |
| 1977                | 4-е          | 1 526 671    | 8,3          | 16 из 350 | дебют    | 2 из 207  | дебют | Мануэль Фрага | Поддержка              |
| 1979                | В составе CD | В составе CD | В составе CD | 6 из 350  | ▼10      | 3 из 208  | ▲1    | Мануэль Фрага | Поддержка              |
| 1979                | В составе CD | В составе CD | В составе CD | 6 из 350  | ▼10      | 3 из 208  | ▲1    | Мануэль Фрага | Оппозиция (с мая 1980) |
| 1982                | Вместе с PDP | Вместе с PDP | Вместе с PDP | 83 из 350 | ▲77      | 41 из 208 | ▲38   | Мануэль Фрага | Оппозиция              |
| 1986                | В составе CP | В составе CP | В составе CP | 69 из 350 | ▼14      | 43 из 208 | ▲2    | Мануэль Фрага | Оппозиция              |

### Европейские
| Европейский парламент |     |           |       |          |       |               |
| Выборы                | #   | Голоса    | %     | Места    | +/–   | Лидер         |
| 1987                  | 2-е | 4 747 283 | 24,65 | 17 из 60 | дебют | Мануэль Фрага |